# خانية خيوة
خانية خيوة (بالجغتائية: خیوه خانلیگی) كانت دولة من عام 1511 إلى 1920، تقع في آسيا الوسطى تحديدا في منطقة خوارزم.

## التاريخ
قبل عام 1505 ، كان خوارزم يعتمد اسمياً على السلطان التيموري حسين ميرزا باقره الذي كان مقره في خراسان. من عام 1488 قام محمد الشيباني ببناء إمبراطورية كبيرة ولكنها قصيرة العمر في جنوب آسيا الوسطى ، واستولى على خوارزم في عام 1505. في نفس الوقت تقريبًا ، كان الشاه إسماعيل الأول يبني دولة شيعية قوية في بلاد فارس. اصطدم الاثنان بالضرورة وفي عام 1510 قُتل محمد وسرعان ما احتُل خوارزم. أثار دين الشاه المقاومة وفي عام 1511 تم طرد حاميته وانتقلت السلطة إلى إيلبار ، الذي أسس سلالة عرب شهيد طويلة العمر.
حوالي 1540 و 1593 ، طرد بخارى آل خان. في كلتا الحالتين فروا إلى بلاد فارس وسرعان ما عادوا. في عام 1558 ، زار أنتوني جينكينسون مدينة أورجينش القديمة ولم يكن معجبًا بها. بعد أراب محمد (1602-1623) ، الذي نقل العاصمة إلى خيوة ، كانت هناك فترة من الفوضى ، بما في ذلك غزو من قبل كالميكس ، الذين تركوا محملين بالنهب. انتهى الاضطراب من قبل أبو الغازي بهادور (1643-1663) الذي هزم مرتين كالميكس وكتب تاريخ آسيا الوسطى. ترأس ابنه أنوشا (1663–1685) فترة من النمو الحضري حتى عزله وأصاب بالعمى. من عام 1695 ، كانت خيوة لعدة سنوات تابعة لبخارى التي عينت خانَين. يُقال إن شير غازي خان (1714-1727) ، الذي قُتل على يد العبيد ، كان آخر عرب شهيد حقيقي. كان خان إيلبار (1728-40) حاكماً شيبانيًا ، ابن شاخنيز خان الذي قتل بغير حكمة بعض السفراء الفارسيين. في تكرار لقصة الشاه إسماعيل ، غزا نادر شاه خيوة وقطع رأس إيلبار وحرر ما بين 12000 و 20000 من العبيد. في العام التالي تم ذبح الحامية الفارسية ، ولكن تم قمع التمرد بسرعة. انتهت الادعاءات الفارسية بقتل نادر في عام 1747. بعد عام 1746 ، أصبحت قبيلة قونغرات قوية بشكل متزايد وعينت الخوانين العملاء. تم إضفاء الطابع الرسمي على سلطتهم على أنها سلالة قونغرات من قبل التوزار خان في عام 1804. ازدهرت خيوة تحت حكم محمد رحيم خان (1806-1825) والله قولي خان (1825-1840) ثم تراجعت. بعد مقتل محمد أمين خان أثناء محاولته استعادة سرخس في 19 مارس 1855 ، كان هناك تمرد تركمان طويل (1855-1867). في العامين الأولين من التمرد ، قتل التركمان اثنان أو ثلاثة من الخوانين.
قام الروس بخمسة هجمات على خيوة. حوالي عام 1602 قام بعض القوزاق الأورال الأحرار بمداهمة خوارزم دون جدوى. في عام 1717 هاجم ألكسندر بيكوفيتش-تشيركاسكي خوارزم من بحر قزوين. بعد فوزه في المعركة ، أبرم شير غازي خان (1715-1728) معاهدة واقترح أن يتفرق الروس حتى يمكن إطعامهم بشكل أفضل. بعد أن تفرقوا ، قُتلوا جميعًا أو استعبدوا ، ولم يبق سوى عدد قليل منهم على قيد الحياة ليروا الحكاية. في عام 1801 تم إرسال جيش نحو خيوة ولكن تم استدعاؤه عندما قُتل بولس الأول. في حملة خيفان عام 1839 ، حاول بيروفسكي هجومًا من أورينبورغ. كان الطقس بارداً بشكل غير عادي واضطر للعودة بعد أن فقد الكثير من الرجال ومعظم جماله. تم غزو خيوة أخيرًا بواسطة حملة خيفان عام 1873. نصب الروس السيد محمد رحيم بهادور خان الثاني حاكمًا تابعًا للمنطقة.
```
كان احتلال خوارزم جزءًا من الغزو الروسي لتُرْكِستان.  سميت المحاولات البريطانية للتعامل مع هذا باللعبة الكبرى.  كان أحد أسباب هجوم عام 1839 هو زيادة عدد العبيد الروس المحتجزين في خيوة.  لإزالة هذه الذريعة ، أطلقت بريطانيا جهودها الخاصة لتحرير العبيد.  أرسل الرائد تود ، الضابط السياسي البريطاني الكبير المتمركز في هرات (في أفغانستان) الكابتن جيمس أبوت ، متنكرا في زي أفغاني ، في 24 ديسمبر 1839 ، إلى خيوة.  وصل أبوت في أواخر يناير 1840 ، وعلى الرغم من أن الخان كان يشك في هويته ، فقد نجح في التحدث مع الخان للسماح له بحمل خطاب إلى القيصر بخصوص العبيد.  غادر في 7 مارس 1840 ، متوجهاً إلى حصن ألكساندروفسك ، ثم تعرض للخيانة من قبل مرشده ، وتم سرقته ، ثم أطلق سراحه عندما أدرك قطاع الطرق أصل رسالته ووجهتها.  وأرسل رؤسائه في هرات ، الذين لم يعلموا بمصيره ، ضابطا آخر ، هو الملازم ريتشموند شكسبير ، من بعده.  حقق شكسبير نجاحًا أكبر من أبوت: لقد أقنع الخان بإطلاق سراح جميع الرعايا الروس الخاضعين لسيطرته ، وكذلك جعل ملكية العبيد الروس جريمة يعاقب عليها بالإعدام.  وصل العبيد المحررين وشكسبير إلى حصن ألكساندروفسك في 15 أغسطس 1840 ، وفقدت روسيا دافعها الأساسي لغزو خيوة في الوقت الحالي.
```

```
بدأ الوجود الروسي الدائم على بحر آرال في عام 1848 ببناء حصن أرالسك عند مصب نهر سير داريا.  كان التفوق العسكري للإمبراطورية لدرجة أن خيوة وإمارات آسيا الوسطى الأخرى ، بخارى وقوقند ، لم يكن لديهم فرصة لصد التقدم الروسي ، على الرغم من سنوات القتال.  في عام 1873 ، بعد أن احتلت روسيا المدن العظيمة طشقند وسمرقند ، شن الجنرال فون كوفمان هجومًا على خيوة يتكون من 13000 من المشاة والفرسان.  سقطت مدينة خيوة في 10 يونيو 1873 ، وفي 12 أغسطس 1873 ، تم توقيع معاهدة سلام أنشأت خيوة كمحمية روسية شبه مستقلة.  بعد احتلال ما يُعرف الآن بتركمانستان (1884) ، حاصرت محميات خيوة وبخارى الأراضي الروسية.
```

```
أول مستوطنة مهمة للأوروبيين في الخانية كانت مجموعة من المينونايت الذين هاجروا إلى خيوة في عام 1882. أتى المينونايت الناطقون بالألمانية من منطقة الفولغا ومستعمرة مولوتشنا تحت قيادة كلاس إب الابن.  في تحديث الخانية في العقود التي سبقت ثورة أكتوبر من خلال إدخال التصوير الفوتوغرافي ، مما أدى إلى تطوير التصوير الفوتوغرافي الأوزبكي وصناعة الأفلام ، وأساليب أكثر كفاءة لحصاد القطن ، والمولدات الكهربائية ، وغيرها من الابتكارات التكنولوجية.
```

بعد استيلاء البلاشفة على السلطة عام 1917 في ثورة أكتوبر ، انضم المناهضون للملكية ورجال القبائل التركمانية إلى البلاشفة في نهاية عام 1919 لإسقاط الخان. بحلول أوائل فبراير 1920 ، هُزم جيش خيفان تمامًا بقيادة جنيد خان. في 2 فبراير 1920 ، تنازل سيد عبد الله ، آخر خان كونغراد ، عن العرش وتم إنشاء جمهورية خوارزم السوفيتية الشعبية قصيرة العمر (فيما بعد خوارزم الاشتراكية السوفياتية) خارج أراضي خانية خوارزم القديمة ، قبل أن يتم دمجها أخيرًا في السوفييت. الاتحاد في عام 1924 ، مع الخانية السابقة مقسمة بين التركمان الجديدة الاشتراكية السوفياتية والأوزبكية الاشتراكية السوفياتية. بعد انهيار الاتحاد السوفياتي في عام 1991 ، أصبحت تركمانستان وأوزبكستان على التوالي. اليوم ، المنطقة التي كانت الخانية بها خليط من الأوزبك ، والكاراكالباك ، والتركمان ، والكازاخ.

## خوانين خيوة

### سلالة عربشاه (فرع الشيبانيون)
- 1511-1518 Aboul Mansour Ilbars Khan, khan de Khorezm
- 1518-1519 Sultan Hadji Khan, fils de Bilbars
- 1519 Hassan Kouli Khan, fils d'Aboulek Khan
- 1519-1522 Soufiane Khan, fils d'Aminek Khan
- 1522-1526 Boudjouga Khan, fils d'Aminek Khan
- 1526-1538 Avanech Khan, fils d'Aminek Khan
- 1541-1547 Kal Khan, fils d'Aminek Khan
- 1547-1557 Agataï Khan, fils d'Aminek Khan
- 1557-1558 Doust Khan, fils d'Agataï Khan
- 1558-1602 Hadji Mouhammad Khan, fils d'Agataï Khan[8]
- 1603-1621 Arab Mouhammad Khan, fils du précédent
- 1621-1623 Habach Sultan et Ilbars Sultan, fils du précédent
- 1623-1643 Isfandiar Khan, fils d'Arab Mouhammad Khan
- 1643-1663 أبو الغازي بهادر, fils d'Arab Mouhammad Khan
- 1663-1686 Anoucha Khan, fils du précédent
- 1686-1689 Khoudaïdad Khan, fils du précédent
- 1689-1694 Ereng Khan, fils d'Anoucha Khan
- 1694-1697 Djotchi Khan
- 1697-1698 Vali Khan
- 1698-1703 Châhniaz Khan, fils de Djotchi Khan
- 1703, Châhbakht Khan, fils du précédent
- 1703 Saïd Ali Khan, fils de Châhniaz Khan
- 1703-1704 Moussa Khan, fils de Djotchi Khan
- 1704-1714 Yadigar Khan, fils de Hadji Mouhammad Khan
- 1714-1728 Chergazi Khan, fils d'Issim Khan
- 1728-1740 Ilbars Khan, fils de Châhniaz Khan
- 1740-1745 Aboulgazi Mouhammad Khan, fils du précédent
- 1721-1736 Châh Timour Khan (dans le delta d'Aral de l'جيحون (نهر))
- 1728 Bahadour Khan (tribus kazakhes)
- 1728-1740 Ilbars Khan قالب:II
- 1740-1741 Tahir Khan (tribus kazakhes)
- 1741-1742 Nourali Khan
- 1742-1746 Aboulgazi Khan قالب:II

### Dynastie des Tikaïtimourides
- Gaïp Khan (1746-57)
- Abadallah Karabaï, (frère du précédent) (1757)
- Timour Gazi Khan (1757-1763)
- Taouké Khan (1763-1764)
- Châh Gazi Khan (1764-1767)
- Abdoul Gazi Khan (1767, formellement 1770-1804; 1806)
- Nourali Khan (1767-1769)
- Djanguir Khan (1769-1770)
- Boulakaï Khan (1770)

En 1804 (en fait dès 1763), le pouvoir passe aux Koungrates

### Dynastie des Koungrates
[[Fichier:Tomb of Mohammed Rahim Khan at the Pahlavan Mahmoud Mausoleum, Khiva.jpg|vignette|droite|Tombe de Mouhammad Rahim قالب:Ier au mausolée de Pahlavan Mahmoud à Khiva.]]
- 1763-1790 Mouhammad Amin, inak du Khorezm
- 1790-1804 Avaz Inak, inak du Khorezm
- 1804-1806 Eltouzar
- 1806-1825 [[Mouhammad <span class="nowrap">Rahim قالب:Ier|Mouhammad Rahim قالب:Ier]]  [لغات أخرى]‏
- 1825-1842 Alla Kouli, fils du précédent
- 1842-1845 Rahim Kouli, fils du précédent
- 1845-1855 Mohammed Amin Khan, dit Madamine Khan, fils d'Alla Kouli Khan
- 1855 Abdoulla Khan, fils d'Ibadoul Bek
- 1855-1856 Koutloug Mourad Khan, fils d'Ibadoul Bek
- 1856-1864 Saïd Mouhammad Khan, fils de Mouhammad Rahim قالب:Ier
- 1864-1910 [[Mohammed Rahim Khan II|Mouhammad Rahim قالب:II]] (حماية (قانون دولي) de la Russie en 1873), fils du précédent
- 1910-1918 Asfandiar Khan (assassiné en 1918)
- 1918-1920 الخان سعيد عبد الله